# Festes de Santa Maria de Formentera
Festes de Santa Maria de Formentera són les festes populars celebrades a l'illa de Formentera cada 5 d'agost, dia de Santa Maria, patrona d'Eivissa i Formentera.
Fins al 1989 era una celebració bàsicament religiosa, però el Kol·lectiu Bassetja la va transformar en dia de reivindicació perquè l'advocació a Santa Maria va íntimament lligada a la conquesta catalana de les Pitiüses el 1235, i aprofitar la diada com a estendard de lluita per la cultura, el medi ambient, la identitat, la llengua i d'altres aspectes socials que afecten l'illa de Formentera. Aquest col·lectiu va assumir l'organització de les festes i es va autodisoldre definitivament el 1990 per passar a formar la Comissió de Festes de Santa Maria, que el 2006 va rebre el Premi 31 de desembre que atorga l'OCB.